# Darío Gadeo
Gadeo  Fernández est un nom espagnol. Le premier nom de famille, en général paternel, est Gadeo ; le second, en général maternel, souvent omis, est Fernández.
Darío Gadeo Fernández (né le 3 décembre 1975, à Madrid) est un coureur cycliste espagnol. Il évolue au niveau professionnel entre 2001 et 2003.

## Palmarès et résultats

### Palmarès par année
- 1999
  - 2e étape de la Vuelta a la Ribera
- 2011
  - 2e de la Lazkaoko Proba
  - 3e du Tour de Castellón
  - 3e du Trofeo San Isidro
  - 3e du Tour de Salamanque
- 2012
  - 3e du Tour des Comarques de Lugo
- 2023
  - 3e du championnat d'Espagne sur route amateurs

### Résultats sur les grands tours

#### Tour d'Espagne
2 participations
- 2002 : 115e